# Beslagvrije voet
De beslagvrije voet is in Nederland het bedrag dat bij inkomensbeslagen moet worden vrijgelaten. Dit is een minimum aan inkomen dat de beslagene ter beschikking staat voor zijn of haar levensonderhoud. Echter kan in bepaalde gevallen de beslagvrije voet gehalveerd worden of zelfs volledig geïncasseerd worden, bijvoorbeeld omdat de beslagene geniet van een dubbel inkomen (partner) of wanneer iemand in het buitenland woonachtig is.
In geval van loonbeslag en voorafgaande de toepassing Wet schuldsanering natuurlijke personen zal het beslag worden berekend middels artikel 475d van het Wetboek van Burgerlijke Rechtsvordering. Vaak verwart men de beslagvrije voet met het VTLB (Vrij Te Laten Bedrag).
Beide worden berekend vanuit de bijstandsnorm en de basis ligt op 90% daarvan maar daar houdt het dan ook op.
De normen worden elk halfjaar vastgesteld op basis van de bijstandsnormen. Dit houdt in dat er per 1 januari 2019 nieuwe normen gelden:
Er zal worden nagegaan hoeveel geld de beslagene zou krijgen als hij bijstand zou ontvangen, en hiervan zal men 90% moeten nemen. Het meerdere zal men moeten afdragen aan de deurwaarder. Als er derdenbeslag is gelegd op het loon of de uitkering, zal het geld zelfs rechtstreeks aan de deurwaarder betaald worden. Soms wordt door een rechter iets meer vrijgelaten, om de beslagene te motiveren toch te blijven werken. 
Bovenstaande is een extra waarborg voor burgers, maar leidt er vaak toe dat schuldeisers jaren op hun geld moeten wachten.

## Geen beslagvrije voet op Toeslagen
Op 25 april 2017 is in een arrest van het Gerechtshof Den Haag uitgesproken dat in geval van een beslag op de zorgtoeslag geen beslagvrije voet mag worden toegepast. Een brede analoge toepassing van het arrest leidt ertoe dat de beslagvrije voet bij beslag op geen enkele toeslag mag worden toegepast.